# Jean Folan (évêque)
 (juillet 2025).
John Folan (décédé le 30 janvier 1521) était l'évêque catholique de Limerick de 1489 jusqu'à sa mort.
John Wheelan, connu dans la succession sous le nom de John Folan, était chanoine de Ferns et recteur de Clonmore. Il était également connu pour être procurateur d'Octave de Palato (en), archevêque d'Armagh, à Rome. Begley, l'autorité sur le diocèse de Limerick, offre très peu d'informations sur l'évêque Folan, disant simplement qu'il a été consacré le 13 mai 1489 et qu'il a effectué des réparations et quelques améliorations sur sa cathédrale. Begley énumère les réparations effectuées sur la nef et l'ajout de quatre chapelles parallèles au transept.
Il meurt le 30 janvier 1521.